# Organisation de Talal Abu-Ghazaleh
 Organisation Talal Abu-Ghazaleh (TAG-Org)  est le plus grand groupe global des services professionnels couvrant : comptabilité ; audit à l'export; audit interne ; gouvernement d'entreprise; imposition ; conseils en éducation ; études économiques et stratégiques ; services de conseils en stratégie ; formation professionnelle et technique ; transfert de technologie ; gestion de projet ; gestion d'immobilier, services de conseils en investissement et affaires ; services de gestion des ressources humaines et recrutement ; administration électronique ; commerce électronique ; éducation électronique ; audit de sécurité en matière de Technologie de l'information ; webmastering et conception de site web; interprétation et traduction professionnelle ; arabisation de site web ; enregistrement des noms de domaine ; planification stratégique des Technologies de l'information et de la Communication ; services de conseils en progiciel de gestion intégré ; examen et formation en matière de Technologie de l'Information; agence de nouvelles spécialisée dans la Propriété Intellectuelle ; évaluation des actifs et entreprises de Propriété Intellectuelle et services de branding ; enregistrement et protection de Propriété Intellectuelle ; services juridiques (Avocats et Mandataires) ; et introduction en bourse.
TAG-Org travaille à travers 80 bureaux dans le monde entier.

## Chronologie
- 1972 TAG-Org a été établie par S.E Dr. Talal Abu-Ghazaleh.
- 1984 International Arab Society of Certified Accountants (IASCA) a été établie.
- 1987 The Arab Society of Intellectual Property (ASIP) a été établie.
- 1989 The Arab Knowledge and Management Society (AKMS) a été établie à Buffalo.
- 1998 Talal Abu-Ghazaleh Legal (TAG-Legal) a été établie.
- 2001 Talal Abu-Ghazaleh Cambridge IT Skills Center (AGCA-ITC) a été établi.
- 2006 Talal Abu-Ghazaleh College of Business (TAGCB)
- 2006 Microsoft Academy for Business Solutions/ Talal Abu-Ghazaleh College of Business (TAGCB) en cooperation avec German Jordanian University et Microsoft.
- 2007 S.E Dr. Talal Abu-Ghazaleh, président de l’Organisation Talal Abu-Ghazaleh (TAG-Org)  est devenu le premier expert hors du G8, à rejoindre les figures les plus importantes du monde dans le domaine de la Propriété Intellectuelle.
- 2007 The Arab Organization for quality Assurance in Education (AROOQA) a été établie.
- 2008 Un accord entre Talal Abu-Ghazaleh Professional Training Group (TAGI-TRAIN) et Chartered Institute of Management Accountants (CIMA) a été signé.
- 2008 Talal Abu-Ghazaleh Knowledge Society (TAG-KS) a été établie.
- 2012 Talal Abu-Ghazaleh University "World’s University"
- 2012 Talal Abu-Ghazaleh University College of Business (TAGCUB-Bahrain)
- 2015 Nouveaux bureau en Turquie, en Inde, en Iran, en Chine et en Russie.

## Entreprises
- Talal Abu-Ghazaleh Intellectual Property (AGIP)
- Talal Abu-Ghazaleh Graduate School of Business (TAG-SB)
- Talal Abu-Ghazaleh Legal (TAG-Legal)
- Talal Abu-Ghazaleh & Co. International (TAGI Auditors)
- Talal Abu-Ghazaleh Professional Services
- Talal Abu-Ghazaleh Academies (TAG-Academies)
- Talal Abu Ghazaleh Cambridge IT Skills Center

## Services
L’Organisation Talal Abu-Ghazaleh (TAG-Org) est le plus grand group global des services professionnels couvrant: comptabilité; audit à l'export; audit interne; gouvernement d'entreprise; imposition; conseils en éducation; études économiques et stratégiques; services de conseils en stratégie; formation professionnelle et technique; transfert de technologie; gestion de projet; gestion d'immobilier, services de conseils en investissement et affaires; services de gestion des ressources humaines et recrutement; administration électronique; commerce électronique; éducation électronique; audit de sécurité en matière de Technologie de l'information; webmastering et conception de site web; interprétation et traduction professionnelle; arabisation de site web; enregistrement des noms de domaine; planification stratégique des Technologies de l'information et de la Communication; services de conseils en progiciel de gestion intégré; examen et formation en matière de Technologie de  l'Information; agence de nouvelles spécialisée dans la Propriété Intellectuelle; évaluation des actifs et entreprises de Propriété Intellectuelle et services de branding; enregistrement et protection de Propriété Intellectuelle; services juridiques (Avocats et Mandataires); et introduction en bourse.

## Publications
- Intellectual Property Dictionary (Anglais / Arabe) 2000
- Abu-Ghazaleh Accountancy & Business Dictionary (Anglais / Arabe)-2001
- Guide on Legal Retention Period-2004
- Guide to Corporate Governance-2006
- Anti-Money Laundering Guide-2007
- LESI Guide to Licensing Best Practices 2007
- TAG ICT Dictionary (Anglais / Arabe)-2008
- The Arab Certified Professional Accountant (ACPA) Curriculum-2008
- Talal Abu-Ghazaleh Dictionary of Patents 2012
- Talal Abu-Ghazaleh Dictionary of Legal Terms First Edition 2012
- Abu-Ghazaleh Accountancy and Business Dictionary